# ليون سميلينغ
ليون سميلينغ ، من مواليد 4 يناير 1940 ، لاعب كرة قدم بلجيكي سابق. لعب مع منتخب بلجيكا لكرة القدم.

## روابط خارجية
- ليون سميلينغ على موقع الاتحاد الدولي (مؤرشف)  (الإنجليزية)
- ليون سميلينغ على موقع الاتحاد البلجيكي (الإنجليزية)
- ليون سميلينغ على موقع قاعدة بيانات كرة القدم.إي يو (الإنجليزية)
- ليون سميلينغ على موقع ناشيونال فوتبول تيمز (الإنجليزية)
- ليون سميلينغ على موقع عالم كرة القدم.نت (الإنجليزية)